# Venom (Band)
Venom (englisch für ‚Gift‘) ist eine englische Metal-Band aus Newcastle. Sie wurde 1979 von Mantas (bürgerlich Jeffrey Dunn, Gitarre) und Abaddon (bürgerlich Anthony Bray, Schlagzeug) gegründet.

## Geschichte

### Entstehung und die frühen Jahre (1979–1987)
Mantas und Abaddon lernten sich auf einem Judas-Priest-Konzert kennen und gründeten kurz darauf Venom als Quartett. Sänger und Bassist verließen schon bald die Band und Cronos (bürgerlich Conrad Lant) wurde aufgenommen, womit sich die erste längerfristige Besetzung ergab. Venoms musikalische Vorbilder waren nicht die zeitgleich auftretenden Bands der New Wave of British Heavy Metal, von denen sie sich stets distanzierten, sondern Rock- und Metalgruppen wie Deep Purple, die Rolling Stones, Black Sabbath, Led Zeppelin, Kiss, Judas Priest und die Punkmusik wie die der Sex Pistols, von deren Stil sie sich aber ebenfalls absetzten. Venom schloss einen Vertrag mit Neat Records ab und veröffentlichte die Single In League with Satan / Live Like an Angel sowie das Album Welcome to Hell. In der britischen Musikzeitschrift Sounds wurde es als „heavy with diabolism“ und „brutal speed metal“ beschrieben. Es sorgte wegen der antichristlichen Liedtexte und des plakativen satanistischen Images der Band für Medienaufmerksamkeit, aber auch die stark punk-beeinflusste, technisch relativ simple und für damalige Maßstäbe extrem aggressive Musik war für 1981 wegweisend. Ihr zweites Album Black Metal war der Namensgeber für die gleichnamige Musikrichtung, und auf At War with Satan mit seinem 20-minütigen Titellied erreichte die Band ihren kreativen Höhepunkt. Die Band-Gründer gaben indessen einige Jahre später zu, dass sie vom philosophischen Satanismus im Grunde keine Ahnung hätten, was den selbstironischen Ansatz unterstreicht.
In den Jahren 1984 und 1985 gab Venom Konzerte im Hammersmith Odeon in London, die den Legendenstatus der Band zementierten. Mit Metallica als Vorgruppe ging das Trio 1984 in Europa auf die Seven-Gates-of-Hell-Tournee, die in der Schweiz begann und durch Deutschland (Hemmerleinhalle in Neunkirchen am Brand), Belgien und die Niederlande führte, wo beide Bands am 11. Februar 1984 auf dem Aardschokdag in Zwolle spielten. Am 14. September 1985 trat Venom (wiederum gemeinsam mit Metallica) als Headliner beim ersten Metal-Hammer-Festival auf der Loreley vor rund 12.000 Besuchern auf. Das in diesem Jahr veröffentlichte Possessed hielt jedoch dem Vergleich mit Alben wie Reign in Blood von Slayer, Melissa von Mercyful Fate oder Master of Puppets von Metallica nicht mehr stand – komplexer, virtuoser Metal war nun gefragt. Ein kommerzieller Abwärtstrend setzte ein, kurz darauf stieg Mantas aus der Band aus.

### Die Rückkehr (1987–1996)
Mantas’ Platz wurde von den beiden Gitarristen Jim Clare und Mike Hickey übernommen. In dieser Besetzung nahm Venom das Album Calm Before the Storm auf, von dem Cronos später behauptete, dass es unter seinem eigenen Namen hätte veröffentlicht werden sollen. Unter dem Bandnamen „Cronos“ zog die ganze Band dann auch mit Ausnahme von Abaddon, der nebenher nun auch für die NWOBHM-Band Atomkraft als Tourmanager tätig war, in die USA. Mit Chris Patterson fanden „Cronos“ einen neuen Schlagzeuger, der auch auf den folgenden Soloalben Dancing In the Fire und Rock ’n' Roll Disease zu hören war. In dessen Folge reaktivierte Abaddon zusammen mit Mantas und Tony Dolan, den er als Frontmann von Atomkraft kannte, die Band. Mantas brachte darüber hinaus auch seinen Kollegen Al Barnes alias „War Machine“ aus seinem Soloprojekt mit. Das folgende Album Prime Evil, reichte allerdings nicht mehr an den Erfolg alter Tage heran. Mit Dolan am Mikrofon nahm Venom auch die in den Jahren 1991 und 1992 folgenden Alben Temples of Ice und The Waste Lands auf, letzteres mit Steve „War Maniac“ White (ebenfalls ein ehemaliges Atomkraft-Mitglied) anstelle von Al Barnes. Besonders auf dem Album Temples of Ice wurde der neue Sound des Quartetts deutlich: er ähnelte nun stark dem der Slayer-Titel und besaß viele Soundeffekte durch Keyboards. Auf The Waste Lands, auf dem man mit V.X.S. als festen Keyboarder arbeitete, wurden diese Effekte sogar noch weiter ausgebaut. Alle drei Alben mit Tony Dolan wurden jedoch kaum in der Presse hervorgehoben, und mit der Zeit wurde es still um die Band. Cronos hingegen feilte noch bis 1994 an neuen Liedern und spielte auf seinen Alben auch die Lieder alter Venom-Veröffentlichungen. Zu der Veröffentlichung des dritten Cronos-Albums namens Triumvirate kam es allerdings nicht mehr.

### Die neue Ära (1995–2000)
1995 spielte Venom erstmals nach der Wiedervereinigung in der Besetzung Cronos, Mantas und Abaddon im holländischen Bergum auf dem Waldrock-Festival. Im Jahr 1996 trat die Band wieder als Trio mit Cronos, Mantas und Abaddon auf. Venom spielte noch in diesem Jahr mit Slayer als Co-Headliner vor ungefähr 90.000 Zuschauern auf dem Dynamo Open Air in Eindhoven, Niederlande. Zu diesem Konzert wurde das Livealbum The Second Coming aufgenommen, das zusätzlich eine VHS vom Auftritt enthielt. Die Band absolvierte eine ausgedehnte Amerika-Tournee und veröffentlichte die EP Venom ’96, die vier Neuaufnahmen älterer Titel und ein neues Lied namens The Evil One enthielt. Unmittelbar darauf, im Jahr 1997 erschien das Album Cast in Stone. Als Abaddon die Band verließ, wurde er durch Cronos’ Bruder Antony „Antton“ Lant ersetzt. In der neuen Besetzung wurde im Jahr 2000 Resurrection veröffentlicht.

### Venom im 21. Jahrhundert (ab 2001)

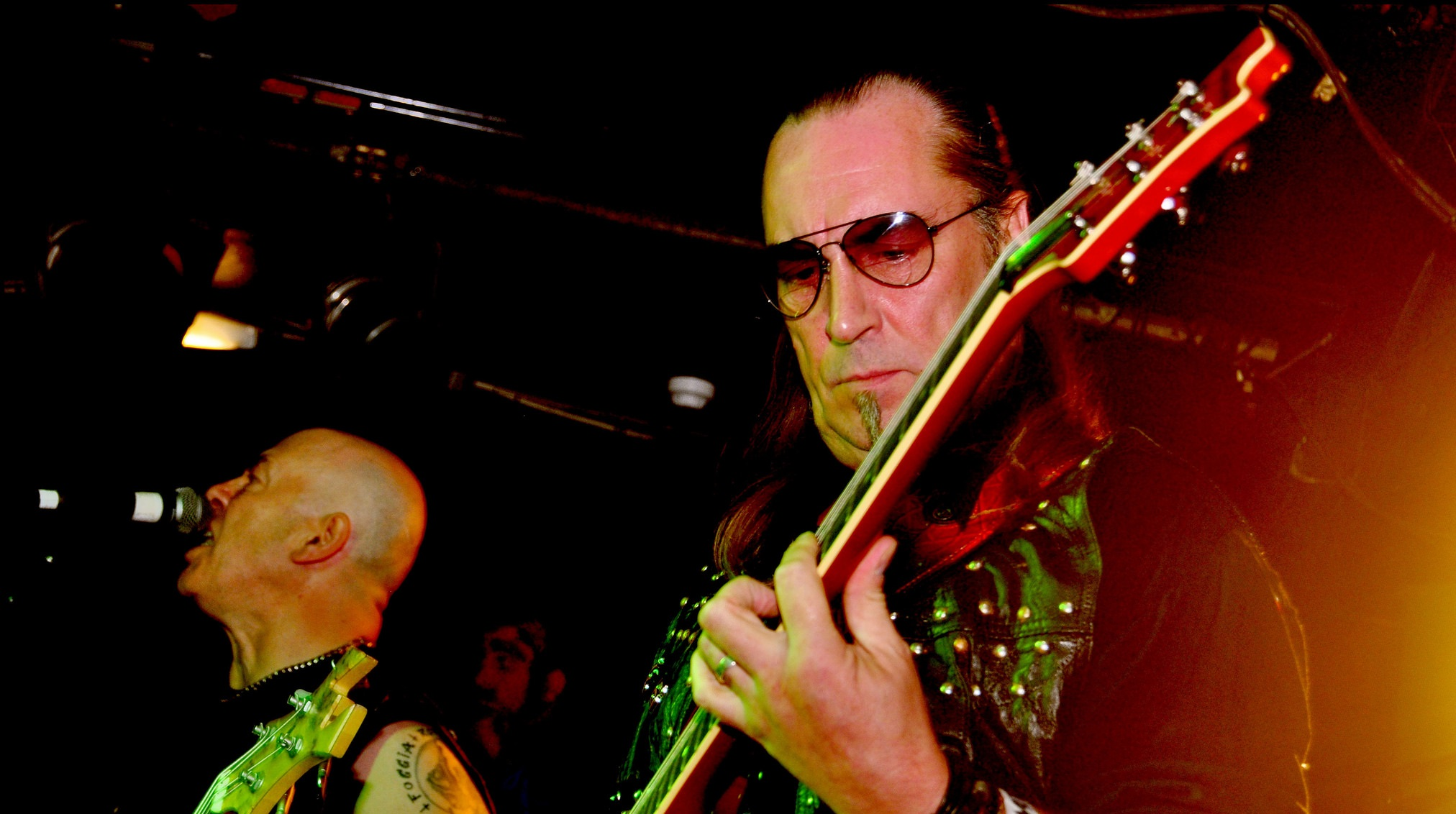
Venom Inc. mit Mantas (rechts) und Tony Dolan live in London 2015

Mantas verließ die Band im Jahr 2002. 2005 wurde das Boxset MMV veröffentlicht. Dieses Set enthielt vier CDs, die insgesamt 70 Lieder, Demos, Live-Ausschnitte, Interviews und Outtakes beinhalten und ein 60-seitiges Beiheft mit der gesamten Band-Geschichte und ihren Wurzeln und viele noch nie gezeigte Bilder aus Cronos’ Sammlung.
Im Jahr 2006 erschien dann mithilfe des ehemaligen Band-Mitglieds Mykvs das Studioalbum Metal Black, mit dem die Band auf Tournee ging. Danach aber verließ Mykvs die Band wieder und wurde 2007 durch La Rage ersetzt. In dieser Besetzung entstand das Studioalbum Hell.
Der Nachfolger zu Hell sollte im Frühherbst 2011 veröffentlicht werden. In einem Interview verriet Cronos, dass das Material wieder mehr in Richtung Metal Black und älterer Werke der Band gehen solle. Tatsächlich erschien das Album unter dem Namen Fallen Angels erst am 28. November 2011. Das Coverartwork zu der Platte stammte hier von József Tari, der auch das Cover zu The Wastelands entworfen hatte. Dies stellt insofern eine Besonderheit dar, weil beide Platten mit komplett unterschiedlichen Musikern aufgenommen wurden. Am 26. Januar 2015 wurde dann der Nachfolger From The Very Depths veröffentlicht, dem ersten Album seit Temples of Ice (und dem ersten seit 1985 unter Cronos’ Leitung), das in derselben Besetzung aufgenommen wurde wie das Vorgängeralbum.
Mantas und Tony Dolan starteten anlässlich eines Auftritts ihrer damaligen Band M-Pire of Evil bei Keep It True am 24. April 2015 zusammen mit Abaddon ein Comeback unter dem Bandnamen Venom Inc. In dieser Besetzung wurde am 11. August 2017 das Album Avé auf den Markt gebracht.

## Bedeutung
Während Venoms Mitglieder einerseits als technisch schlechte Musiker angesehen und von der Presse verspottet wurden, zollen viele heutige Bands dem musikalischen Schaffen der Band auf diversen Tributalben Respekt.
Venom beeinflusste zahlreiche Metal-Bands der 1980er Jahre und brachte mit dem Debütalbum Welcome to Hell „die Suche nach mehr Brutalität richtig ins Rollen“. Mille Petrozza von Kreator beschreibt Venom als wichtigen Faktor in der Anfangsphase seiner Band: „Unsere ersten Gehversuche bestanden noch darin, BRITISH STEEL von Priest nachzuspielen. Bands wie Venom haben dann ein ganz anderes Tempo, eine andere Attitüde hereingebracht, die haben durch Aggressivität überzeugt. […] Das waren Werte, die uns nahe lagen. Wir waren vielleicht eine schlechte Heavy Metal-Band, aber im Vergleich zu Venom oder Bathory ging das schon.“ Venom leistete einen Beitrag zur Entstehung der Stilrichtungen Speed Metal, Thrash Metal und Death Metal. Besonders prägend war die Band für den Black Metal und dessen Subgenres; sie gilt als eine der ersten Black-Metal-Bands. Dies verschaffte der Band auch einen gewissen Kultstatus in der Szene. Über den Fanatismus ihrer Anhänger berichtete der ehemalige Sodom-Gitarrist Grave Violator folgendes: „Es gab Zeiten, da war alles andere außer Venom in unseren Augen Dreck. Da haben wir sogar mal die HOLY DIVER von Dio zertrümmert.“ Andreas „Stoney“ Stein, ein Freund von Kreator, berichtet, die Szene habe „Monate darüber geredet, dass es angeblich Venom-Videos geben sollte. Aber wir konnten ja damals nicht einfach ins Internet und nachschauen.“ Als sie bei einem Konzert von Grave Digger die Möglichkeit dazu hatten, hätten sie „stundenlang vor einem mit Flatterband abgesperrten Fernseher gekniet und sie immer und immer wieder angeschaut. Mit nach Hause nehmen ging aber nicht.“

## Diskografie

### Studioalben
- 1981: Welcome to Hell
- 1982: Black Metal
- 1984: At War with Satan
- 1985: Possessed
- 1987: Calm Before the Storm
- 1989: Prime Evil
- 1991: Temples of Ice
- 1992: The Waste Lands
- 1997: Cast in Stone
- 2000: Resurrection
- 2006: Metal Black
- 2008: Hell
- 2011: Fallen Angels
- 2015: From The Very Depths
- 2018: Storm the Gates

Venom Inc.
- 2017: Avé

### Livealben
- 1985: Official Bootleg
- 1986: Eine Kleine Nachtmusik
- 1997: The Second Coming
- 2002: Bitten
- 2003: Witching Hour

### Kompilationen und Boxsets
- 1986: The Singles 1980–1986 (Kompilation)
- 1988: Here Lies Venom (Kompilation)
- 1991: Acid Queen (Kompilation)
- 1991: In Memorium (Best of)
- 1992: The Book of Armageddon (Best Of)
- 1993: Skeletons in the Closet (Kompilation)
- 1994: Old, New, Borrowed and Blue (Kompilation)
- 1993: Kissing the Beast (Kompilation)
- 1996: Black Reign (Kompilation)
- 1997: From Heaven to the Unknown (Kompilation)
- 2000: The Court of Death (Kompilation)
- 2003: In League with Satan (Kompilation)
- 2005: MMV (Boxset)

### Demoaufnahmen
- 1980: Demon
- 1982: To Hell and Back
- 1983: At War with Satan
- 2005: Antichrist

### Singles und EPs
- 1981: In League with Satan
- 1983: Bloodlust
- 1983: Die Hard
- 1984: Warhead
- 1985: Hell at Hammersmith (EP)
- 1985: American Assault (EP)
- 1985: Canadian Assault (EP)
- 1985: French Assault (EP)
- 1985: Japanese Assault (EP)
- 1985: Scandinavian Assault (EP)
- 1985: Manitou
- 1985: Nightmare
- 1987: German Assault (EP)
- 1990: Tear Your Soul Apart (EP)
- 1996: Venom ’96 (EP)
- 2006: Anti Christ